# 신영균 (조직폭력배)
신영균(1916년 ~ ?)은 대한민국의 조직폭력배이다. 김두한의 부하로 활동했으며, 1987년에 인터뷰를 한 기록이 있어, 그 이후에 사망한 것으로 추정된다.

## 경력
- 대한민주청년총동맹 조사과장
- 청년조선총동맹 3대 회장

## 신영균이 등장한 작품
- 《야인시대》(2002) (배우: 윤용현)